# Angela Williams
Angela Tramaine Williams (Bellflower, 30 gennaio 1980) è una velocista statunitense, campionessa mondiale indoor dei 60 metri piani a Birmingham 2003 e Valencia 2008.

## Biografia
La prima medaglia conquistata da Angela Williams, a livello internazionale, è stata l'argento vinto nei 100 metri ai Mondiali juniores ad Annecy (Francia) nel 1998.
Al suo debutto nella categoria seniores vinse subito un argento iridato, nei 60 m ai Mondiali indoor di Lisbona nel 2001. Si ripeté nella stessa specialità nell'edizione successiva a Birmingham due anni dopo, medaglia che a distanza di anni diventerà d'oro, a causa della squalifica della vincitrice originaria della gara.
Sempre nel 2003 vinse l'argento nella 4×100 m ai Mondiali di Saint-Denis. Partecipò anche ai Giochi olimpici di Atene 2004 con la staffetta 4×100 metri ma la squadra statunitense non portò a termine la gara perché nel cambio finale tra Marion Jones e Lauryn Williams perse il testimone.
Nel 2008 ha vinto i Mondiali indoor di Valencia con il tempo di 7"06, precedendo la britannica Jeanette Kwakye e l'anglo-verginiana Tahesia Harrigan.

## Palmarès
| Anno | Manifestazione      | Sede             | Evento      | Risultato  | Prestazione | Note                                     |
| ---- | ------------------- | ---------------- | ----------- | ---------- | ----------- | ---------------------------------------- |
| 1998 | Mondiali juniores   | Annecy           | 100 m piani | Argento    | 11"27       |                                          |
| 1998 | Mondiali juniores   | Annecy           | 4×100 m     | Oro        | 43"52       | Miglior prestazione mondiale stagionale  |
| 1999 | Universiadi         | Palma di Maiorca | 100 m piani | Oro        | 11"19       |                                          |
| 1999 | Giochi panamericani | Winnipeg         | 100 m piani | Argento    | 11"16       |                                          |
| 1999 | Giochi panamericani | Winnipeg         | 4×100 m     | Argento    | 43"27       |                                          |
| 2001 | Mondiali indoor     | Lisbona          | 60 m piani  | Argento    | 7"09        | Miglior prestazione personale            |
| 2001 | Mondiali            | Edmonton         | 100 m piani | Semifinale | 11"31       |                                          |
| 2001 | Mondiali            | Edmonton         | 4×100 m     | Batteria   | dq          |                                          |
| 2003 | Mondiali indoor     | Birmingham       | 60 m piani  | Oro        | 7"16        | Miglior prestazione personale stagionale |
| 2003 | Giochi panamericani | Santo Domingo    | 100 m piani | Argento    | 11"15       |                                          |
| 2003 | Giochi panamericani | Santo Domingo    | 4×100 m     | Oro        | 43"06       |                                          |
| 2003 | Mondiali            | Saint-Denis      | 4×100 m     | Argento    | 41"83       |                                          |
| 2004 | Giochi olimpici     | Atene            | 4×100 m     | Finale     | dnf         |                                          |
| 2008 | Mondiali indoor     | Valencia         | 60 m piani  | Oro        | 7"06        | Miglior prestazione mondiale stagionale  |
| 2008 | Giochi olimpici     | Pechino          | 4×100 m     | Batteria   | dq          |                                          |

## Campionati nazionali
- 2 volte campionessa nazionale indoor dei 60 m piani (2003, 2008)

## Altre competizioni internazionali
2003
- 6ª alla World Athletics Final ( Monaco), 100 m piani - 11"38